# Sporting Club de Bruxelles
Sporting Club de Bruxelles – belgijski klub piłkarski, mający siedzibę w mieście Bruksela, w stolicy kraju.

## Historia
Chronologia nazw:
- 30.01.1894: Ixelles Sporting Club
- 1895: Sporting Club de Bruxelles
- 28.03.1897: klub rozwiązano - po fuzji z Racing Club de Bruxelles

Piłkarski klub Ixelles Sporting Club został założony w gminie Ixelles stolicy Bruksela 30 stycznia 1894 roku. Początkowo zespół grał tylko mecze towarzyskie, zwłaszcza przeciwko Racing i Leopold. 1 września 1895 klub stał się jednym z 10 zespołów założycieli Belgijskiego Związku Piłki Nożnej, zwanym wtedy jako Union belge des sociétés de sports athlétiques (UBSSA). W sezonie 1895/96 jako Sporting Club de Bruxelles debiutował w pierwszych mistrzostwach Belgii. Zajął trzecie miejsce, był najlepszym wśród brukselskich klubów. W następnym sezonie klub wycofał się z mistrzostw po pięciu meczach (10 stycznia 1897 przegrał z Racingiem z wynikiem 0:18 - rekord belgijskiej ligi), a 28 marca 1897 roku przyłączył się do Racingu, pomagając zdobyć drugie mistrzostwo kraju w sezonie 1896/97.

## Sukcesy

### Trofea międzynarodowe
Nie uczestniczył w rozgrywkach europejskich (stan na 31-05-2016).

### Trofea krajowe
| \| \| Zdobyte trofea w rozgrywkach Belgii (stan na: 31-03-2017) \| |                                                           |      |          |
| Rozgrywki                                                          | Osiągnięcie                                               | Razy | Sezon(y) |
| Mistrzostwo                                                        | I miejsce                                                 | 0    |          |
| Mistrzostwo                                                        | II miejsce                                                | 0    |          |
| Mistrzostwo                                                        | III miejsce                                               | 1    | 1895/96  |
| Puchar                                                             | zdobywca                                                  | 0    |          |
| Puchar                                                             | finalista                                                 | 0    |          |
| II liga                                                            | I miejsce                                                 | 0    |          |
| II liga                                                            | II miejsce                                                | 0    |          |
| II liga                                                            | III miejsce                                               | 0    |          |
| Belgia                                                             | Zdobyte trofea w rozgrywkach Belgii (stan na: 31-03-2017) |      |          |

## Stadion
W 1897 klub rozgrywał swoje mecze domowe na boisku przy ulicy Dailly w gminie Schaerbeek w Brukseli. W 1894 grał na boisku Cinquantenaire Park w gminie Ixelles, w 1896 przeniósł się na Leopold Park. W 1897 występował również na Tir national w Schaerbeek.